# Daniel Amartey
Daniel Amartey (1994. december 1. –) ghánai válogatott labdarúgó.

## Pályafutása
2023. július 21-én aláírt a török Beşiktaş csapatához. 2024. szeptember 13-án felbontotta szerződését a klubbal.

## Sikerei, díjai
- København
  - Dán bajnok: 2015–16
  - Dán kupa: 2014–2015, 2015–2016

- Leicester City
  - Angol bajnok: 2015–16
  - Angol kupa: 2020–21
  - Angol szuperkupa: 2021

- Beşiktaş
  - Török kupa: 2023–24